# レオナルド・ベネジート・ダ・シウヴァ
ナウド（Naldo）またはナウジーニョ（Naldinho）ことレオナルド・ベネジート・ダ・シウヴァ（Leonardo Benedito da Silva、1992年10月22日 - ）は、ブラジル・サンパウロ州出身のプロサッカー選手。中国スーパーリーグ・蘇州東呉足球倶楽部所属。ポジションはフォワード。
Jリーグでの登録名はレオナルド（Leonardo）。

## 来歴
ブラジルの州リーグに所属するクラブに長く所属し、2015年5月にカンピオナート・ブラジレイロ・セリエB所属のボアECに加入した。しかし全国2部では1試合に出場したのみで、同年7月から再び全国選手権に所属しないクラブを転々とした。
2019年にクウェート・プレミアリーグのアル・シャバブSCに移籍して初の国外移籍となった。同年夏に中国サッカー・甲級リーグの新疆天山雪豹足球倶楽部に完全移籍した。翌2020年夏に同じく甲級所属の成都蓉城足球倶楽部に完全移籍すると、翌2021シーズンに33試合14得点の活躍を見せた。
このため2022年に中国サッカー・スーパーリーグ所属の重慶両江競技足球俱楽部に完全移籍したが、リーグ開幕直前の5月にクラブが突然解散した。
同年7月1日にJ1リーグ・名古屋グランパスエイトへの加入が発表された。同月30日に行われたコンサドーレ札幌戦で永井謙佑に代わって途中投入され、Jリーグ初出場を記録した。
2023年8月7日、藤枝MYFCへ完全移籍。

## プレースタイル
ポジションは主にセンターフォワードで、フィジカルも強く、下がって受ける事も出来るため、前線の起点となりうるプレーヤーである。

## 個人成績
| 国内大会個人成績 | 国内大会個人成績 | 国内大会個人成績 | 国内大会個人成績 | 国内大会個人成績 | 国内大会個人成績 | 国内大会個人成績  | 国内大会個人成績  | 国内大会個人成績 | 国内大会個人成績 | 国内大会個人成績 | 国内大会個人成績 |
| 年度             | クラブ           | 背番号           | リーグ           | リーグ戦         | リーグ戦         | リーグ杯          | リーグ杯          | オープン杯       | オープン杯       | 期間通算         | 期間通算         |
| 年度             | クラブ           | 背番号           | リーグ           | 出場             | 得点             | 出場              | 得点              | 出場             | 得点             | 出場             | 得点             |
| 日本             | 日本             | 日本             | 日本             | リーグ戦         | リーグ戦         | リーグ杯          | リーグ杯          | 天皇杯           | 天皇杯           | 期間通算         | 期間通算         |
| ---------------- | ---------------- | ---------------- | ---------------- | ---------------- | ---------------- | ----------------- | ----------------- | ---------------- | ---------------- | ---------------- | ---------------- |
| 2022             | 名古屋           | 29               | J1               | 9                | 0                | 0                 | 0                 |                  |                  |                  |                  |
| 2023             | 名古屋           | 92               | J1               | 3                | 0                | 3                 | 0                 |                  |                  |                  |                  |
| 2023             | 藤枝             | 9                | J2               | 4                | 0                | -                 | -                 |                  |                  |                  |                  |
| 通算             | 日本             | 日本             | J1               | 12               | 0                | 3                 | 0\|\|\|\|\|\|\|\| |                  |                  |                  |                  |
| 通算             | 日本             | 日本             | J2               | 4                | 0                | -\|\|\|\|\|\|\|\| | -\|\|\|\|\|\|\|\| |                  |                  |                  |                  |
| 総通算           | 総通算           | 総通算           | 総通算           | 16               | 0                | 3                 | 0\|\|\|\|\|\|\|\| |                  |                  |                  |                  |